# 贊基 (日托米爾州)
50°35′19″N 29°2′10″E / 50.58861°N 29.03611°E
贊基（羅馬化：Zanky）是烏克蘭北部的村莊，隸屬日托米爾州日托米爾區的波蒂伊夫卡市鎮。該村面積1.16平方公里，海拔高度176米，2001年人口275，人口密度每平方公里237.48人。